# الکساندر آنپیلوگوف
الکساندر آنپیلوگوف (گرجی: ალექსანდრე ანპილოგოვი؛ زادهٔ ۱۸ ژانویه ۱۹۵۴) بازیکن هندبال اهل اتحاد جماهیر شوروی سوسیالیستی بود.
وی در مسابقات کشوری و بین‌المللی در مجموع برندهٔ ۱ مدال طلا، ۱ مدال نقره شده‌است.